# Tsukimiya Ayu
Tsukimiya Ayu (月宮 あゆ Tsukimiya Ayu, sinh 7 tháng 1) là nhân vật hư cấu trong visual novel Kanon của Key. Ayu được Hisaya Naoki tạo ra và Hinoue Itaru thiết kế.